# Grande Prêmio de Mônaco de 1993
Resultados do Grande Prêmio de Mônaco de Fórmula 1 realizado em Montecarlo em 23 de maio de 1993. Sexta etapa do campeonato, foi vencido pelo brasileiro Ayrton Senna, da McLaren-Ford, com Damon Hill em segundo pela Williams-Renault e Jean Alesi em terceiro pela Ferrari.

## Resumo
- Este foi o último GP de Mônaco em que Ayrton Senna participou, e também a sua última vitória nele (após seis vitórias sendo cinco vezes seguidas: 1987, 1989, 1990, 1991, 1992 e 1993), antes da sua morte em 1994. Com esse feitos na sua carreira, ele passou a ser apelidado pela imprensa como Mister Mônaco sendo o piloto que mais venceu corridas nesse circuito. Atrás dele estão os pilotos Michael Schumacher e Graham Hill ambos venceram cinco e Alain Prost que venceu quatro.[3]
- Última vez que Ayrton Senna liderou um campeonato mundial de Fórmula 1.

## Classificação da prova

### Treinos oficiais
| Pos.    | Nº | Piloto               | Construtor              | Q1        | Q2       | Dif.    |
| ------- | -- | -------------------- | ----------------------- | --------- | -------- | ------- |
| 1       | 2  | Alain Prost          | Williams-Renault        | 1:39.649  | 1:20.557 | —       |
| 2       | 5  | Michael Schumacher   | Benetton-Ford           | 1:40.780  | 1:21.190 | + 0.633 |
| 3       | 8  | Ayrton Senna         | McLaren-Ford            | 1:42.127  | 1:21.552 | + 0.995 |
| 4       | 0  | Damon Hill           | Williams-Renault        | 1:38.963  | 1:21.825 | + 1.268 |
| 5       | 27 | Jean Alesi           | Ferrari                 | 1:42.160  | 1:21.948 | + 1.391 |
| 6       | 6  | Riccardo Patrese     | Benetton-Ford           | 1:42.136  | 1:22.117 | + 1.560 |
| 7       | 28 | Gerhard Berger       | Ferrari                 | 1:40.853  | 1:22.394 | + 1.837 |
| 8       | 29 | Karl Wendlinger      | Sauber-Ilmor            | 1:45.439  | 1:22.477 | + 1.920 |
| 9       | 7  | Michael Andretti     | McLaren-Ford            | 1:45.993  | 1:22.994 | + 2.437 |
| 10      | 20 | Erik Comas           | Larrousse-Lamborghini   | 1:44.483  | 1:23.246 | + 2.689 |
| 11      | 30 | J. J. Lehto          | Sauber-Ilmor            | 1:48.526  | 1:23.715 | + 3.158 |
| 12      | 9  | Derek Warwick        | Footwork-Mugen/Honda    | 1:44.884  | 1:23.749 | + 3.192 |
| 13      | 25 | Martin Brundle       | Ligier-Renault          | 1:46.446  | 1:23.786 | + 3.229 |
| 14      | 12 | Johnny Herbert       | Lotus-Ford              | 1:43.898  | 1:23.812 | + 3.255 |
| 15      | 19 | Philippe Alliot      | Larrousse-Lamborghini   | 1:43.031  | 1:23.907 | + 3.350 |
| 16      | 14 | Rubens Barrichello   | Jordan-Hart             | 1:44.310  | 1:24.086 | + 3.529 |
| 17      | 23 | Christian Fittipaldi | Minardi-Ford            | 1:43.829  | 1:24.298 | + 3.741 |
| 18      | 10 | Aguri Suzuki         | Footwork-Mugen/Honda    | 10:06.384 | 1:24.524 | + 3.967 |
| 19      | 4  | Andrea de Cesaris    | Tyrrell-Yamaha          | 1:44.193  | 1:24.544 | + 3.987 |
| 20      | 11 | Alessandro Zanardi   | Lotus-Ford              | 1:46.935  | 1:24.888 | + 4.331 |
| 21      | 26 | Mark Blundell        | Ligier-Renault          | 1:43.449  | 1:24.972 | + 4.415 |
| 22      | 3  | Ukyo Katayama        | Tyrrell-Yamaha          | 1:49.210  | 1:25.236 | + 4.679 |
| 23      | 15 | Thierry Boutsen      | Jordan-Hart             | 1:45.512  | 1:25.267 | + 4.710 |
| 24      | 21 | Michele Alboreto     | Scuderia Italia-Ferrari | 1:47.082  | 1:26.444 | + 5.887 |
| 25      | 24 | Fabrizio Barbazza    | Minardi-Ford            | 1:44.524  | 1:26.582 | + 6.025 |
| 26      | 22 | Luca Badoer          | Scuderia Italia-Ferrari | 1:46.745  | 1:29.613 | + 9.056 |
| Fontes: |    |                      |                         |           |          |         |

### Corrida
| Pos.    | Nº | Piloto               | Construtor              | Voltas | Tempo/Diferença | Grid | Pontos |
| ------- | -- | -------------------- | ----------------------- | ------ | --------------- | ---- | ------ |
| 1       | 8  | Ayrton Senna         | McLaren-Ford            | 78     | 1:52:10.947     | 3    | 10     |
| 2       | 0  | Damon Hill           | Williams-Renault        | 78     | + 52.118        | 4    | 6      |
| 3       | 27 | Jean Alesi           | Ferrari                 | 78     | + 1:03.362      | 5    | 4      |
| 4       | 2  | Alain Prost          | Williams-Renault        | 77     | + 1 volta       | 1    | 3      |
| 5       | 23 | Christian Fittipaldi | Minardi-Ford            | 76     | + 2 voltas      | 17   | 2      |
| 6       | 25 | Martin Brundle       | Ligier-Renault          | 76     | + 2 voltas      | 13   | 1      |
| 7       | 11 | Alessandro Zanardi   | Lotus-Ford              | 76     | + 2 voltas      | 20   |        |
| 8       | 7  | Michael Andretti     | McLaren-Ford            | 76     | + 2 voltas      | 9    |        |
| 9       | 14 | Rubens Barrichello   | Jordan-Hart             | 76     | + 2 voltas      | 16   |        |
| 10      | 4  | Andrea de Cesaris    | Tyrrell-Yamaha          | 76     | + 2 voltas      | 19   |        |
| 11      | 24 | Fabrizio Barbazza    | Minardi-Ford            | 75     | + 3 voltas      | 25   |        |
| 12      | 19 | Philippe Alliot      | Larrousse-Lamborghini   | 75     | + 3 voltas      | 15   |        |
| 13      | 29 | Karl Wendlinger      | Sauber-Ilmor            | 74     | + 4 voltas      | 8    |        |
| 14      | 28 | Gerhard Berger       | Ferrari                 | 70     | Colisão         | 7    |        |
| Ret     | 12 | Johnny Herbert       | Lotus-Ford              | 61     | Câmbio          | 14   |        |
| Ret     | 6  | Riccardo Patrese     | Benetton-Ford           | 53     | Motor           | 6    |        |
| Ret     | 20 | Erik Comas           | Larrousse-Lamborghini   | 51     | Motor           | 10   |        |
| Ret     | 10 | Aguri Suzuki         | Footwork-Mugen/Honda    | 46     | Rodada          | 18   |        |
| Ret     | 9  | Derek Warwick        | Footwork-Mugen/Honda    | 43     | Acelerador      | 12   |        |
| Ret     | 5  | Michael Schumacher   | Benetton-Ford           | 32     | Motor           | 2    |        |
| Ret     | 3  | Ukyo Katayama        | Tyrrell-Yamaha          | 31     | Motor           | 22   |        |
| Ret     | 21 | Michele Alboreto     | Scuderia Italia-Ferrari | 28     | Câmbio          | 24   |        |
| Ret     | 30 | J. J. Lehto          | Sauber-Ilmor            | 23     | Acidente        | 11   |        |
| Ret     | 15 | Thierry Boutsen      | Jordan-Hart             | 12     | Suspensão       | 23   |        |
| Ret     | 26 | Mark Blundell        | Ligier-Renault          | 3      | Rodada          | 21   |        |
| DNQ     | 22 | Luca Badoer          | Scuderia Italia-Ferrari |        |                 |      |        |
| Fontes: |    |                      |                         |        |                 |      |        |

## Tabela do campeonato após a corrida
| Pos.    | Piloto             | Pontos |
| ------- | ------------------ | ------ |
| 1       | Ayrton Senna       | 42     |
| 2       | Alain Prost        | 37     |
| 3       | Damon Hill         | 18     |
| 4       | Michael Schumacher | 14     |
| 5       | Mark Blundell      | 6      |
| Fontes: |                    |        |

| Pos.    | Construtor       | Pontos |
| ------- | ---------------- | ------ |
| 1       | Williams-Renault | 55     |
| 2       | McLaren-Ford     | 44     |
| 3       | Benetton-Ford    | 19     |
| 4       | Ligier-Renault   | 11     |
| 5       | Lotus-Ford       | 7      |
| Fontes: |                  |        |

- Nota: Somente as primeiras cinco posições estão listadas.